# Гедеон Вишневский (епископ Смоленский)
Епископ Гедеон Вишневский (19 июня 1678 — 2 (13) февраля 1761) — епископ Русской православной церкви, епископ Смоленский и Дорогобужский.

## Биография
Родился в дворянский семье. Из философского класса Киевской Академии отправился учиться за границу, в Вильно, Краков и Львов, и там от иезуитов получил степень доктора философии.
После он был учителем пиитики и риторики в Киевской Академии. Здесь судьба свела его со знаменитым Феофаном Прокоповичем, префектом, а с 1711 года — ректором Академии.
Смелый новатор в области богословия, следовавший протестантским догматистам и не знавший людей «глупее Римского папы», Прокопович представлял совершенную противоположность Вишневскому. Последний по характеру образования и по консервативному складу ума склонялся к латино-иезуитской науке и не без основания считал католичество несравненно более близким к православию, чем протестантство. Феофан невзлюбил «латынщика» Гедеона и не жалел чёрных красок для его характеристики. Феофан не мог забыть, «с какой дерзостью Гедеон поносил ругательствами достопочтенного отца Сильвестра, префекта коллегии, и тщеславился своим недавно полученным иезуитским докторским беретом, то есть ослиным украшением», и как часто Феофан с товарищами «с кроткой душой снисходили к этой его надменности». По утверждению Феофана, Гедеон «отнял» кафедру у Иосифа Волчанского. Язвительная характеристика «латынщиков», не сомневающихся, что «проглотили целый океан мудрости», и их «потешной» учёной «кладовой» в письме Феофана к Марковичу имеет в виду едва ли не прежде всех Гедеона. Но Феофилакт Лопатинский, не менее авторитетный, чем Прокопович, в оценке богословской учёности, признавал Гедеона «совершенным философом и богословом». Известно также, что Гедеон часто спорил с Феофаном о церковных догматах и публично обличал его в неправославии, причём, по признанию самого Феофана, Гедеону «более всего не нравилось у Феофана оправдание через Христа туне», приближавшее, в сущности, Прокоповича к протестантам. Ввиду этого, вопреки разглагольствиям Прокоповича о своей «любви к миру», заставлявшей его «уступать наглости» Гедеона, весьма правдоподобно утверждение Гедеона, что Феофан с единомышленниками «выжили» его из Академии.
В 1712 году Гедеон занял место учителя риторики в частном доме; но в 1714 году Феофилакт Лопатинский вызвал его в Москву для занятия кафедры сначала риторики, а потом философии в Московской Академии. Плодом его преподавательской деятельности остался рукописный курс под заглавием «Universa Arіstotelis philosophia, ad regulam christianae veritatis conformata».
Назначенный в 1718 году префектом, Гедеон в 1720 году получил поручение преподавать богословие вместо ректора Феофилакта, занятого исправлением славянского текста Библии. Существовало одно время предположение послать Гедеона в Мекленбург ко двору герцогини Екатерины Иоанновны, но Феофилакт удержал у себя такого способного сотрудника. В Москву Гедеон принёс предубеждение против Прокоповича, входившего всё в большую милость у царя, и нашёл полное сочувствие в Лопатинском и самом местоблюстителе патриаршего престола Стефане Яворском.
Когда в 1718 году Феофан был вызван в Петербург для посвящения в епископы, московские учёные попытались помешать иерархическому повышению человека, по их убеждению, неправославного. Феофан излагает дело так, как будто Гедеон «стал выставлять» Стефану и Феофилакту учение Феофана неправославным и легко уверил «бедных людей», что он может доказать неправославие «злых догматов», встречающихся в учений Прокоповича. Стефан после некоторое время длившейся нерешительности отправил к посланным в Петербург для посвящения Феофана архиереям письмо, в котором требовал, чтобы они донесли царю, что «пречестный отец иеромонах Прокопович имать препятие» к епископству в своём «учении новом, не согласном Святой Церкви». К письму были приложены «богословские пропозиции» из сочинений Феофана в форме 11 тезисов; на случай принесения Прокоповичем «покаяния» был приложен и «образец отрицания»; для придания большей авторитетности всему делу была добыта «конклюзия» и от учёных греков Лихудов, признавших тезисы Феофана еретическими. Ловкому Феофану не стоило большого труда доказать, что взятые из его сочинений «артикулы» или «искажены», или православны. «Пристыженный» Яворский «униженно просил прощения» и кричал, что «следует судить» Феофилакта и Гедеона. После малодушного отступления патрона Феофилакту и Гедеону оставалось только смириться. «Через медиацию» Невского архимандрита Феодосия Яновского они подали доношение, будто «того противного мудрования в богословии Феофана не видали». Они с большой натяжкой заявляли, что «оные пропозиции» они представили «не с намерением обиды чьей или помешательства к степени архиерейской, но просто в рассуждение предложили». Для рассеяния «происшедшего из того на них мнения, якобы ков на Преосвященного архиепископа сочинивших», Феофилакт и Гедеон «прощения у него просили и получили».
Митрополит Стефан неизменно благоволил к Гедеону и в 1721 году хотел назначить его архимандритом своего Нежинского Назаретского монастыря, но 7 мая 1722 года Гедеон был назначен ректором Московской Академии и архимандритом Заиконоспасского монастыря.
Тотчас после назначения ректором Гедеон приготовил доклад Синоду о состоянии Академии и «правила партикулярные ради лучшего чина Академии Московской». Он хлопотал о пожаловании Академии «привилия или грамоты учения и вольности подтверждающей, такожде ректора, учителей, их жалование и прочая на пример иностранных Академий означающей, дабы могла чим в предбудучим летом защищатися». Гедеон заботился и о материальном обеспечении Академии. Уже 22 июня 1722 года он ходатайствовал о приписке к Заиконоспасскому монастырю «для честного пропитания» Иосифова Волоколамского, Венева или Высоцкого монастыря, но получил Серпуховской Владычный монастырь. Скоро оказалось, что от этого монастыря нельзя иметь «честного пропитания», и в 1724 году Гедеон, хотя и безрезультатно, ходатайствовал о приписке к Заиконоспасскому Возмицкого монастыря.
Для обеспечения учащих Гедеон в 1725 году добился, чтобы жалованье им выдавалось деньгами, а не «сибирскими и прочими казенными товарами».
В бытность в Московской Академии Гедеон составил в 1714 году похвальное слово посланникам Шафирову, Толстому и Бестужеву, в 1719 году — латинскую «похвалу» князю Дмитрий Кантемиру, а в 1724 году — «песнь приветственную» Петру II и «конклюзию» на коронацию Екатерины, одобренную Синодом для напечатания; тогда же он вместе с учителями «измышлял» эмблемы для триумфальных ворот.
Бывший уже в 1726 году кандидатом в епископы, Гедеон 1 июня 1728 года, конечно, при содействии сильной тогда в Синоде партии врагов Прокоповича, получил Смоленскую кафедру и 19 июня был посвящён в епископы.
С воцарением на русском императорском престоле Анны Иоанновны, Прокопович сделался вершителем церковных дел. Все его враги один за другим были опутаны интригами, лишены сана и сосланы в заточение. Мстительный Феофан не забыл протеста Гедеона, и, пока был жив Феофан, карьера Гедеона висела на волоске. Есть известие, что Феофан прямо предложил Гедеону оставить епархию, но получил смелый ответ: «пою Богу моему, дондеже есмь». Но Гедеону всё-таки пришлось испытать, что значить иметь своим врагом Прокоповича.

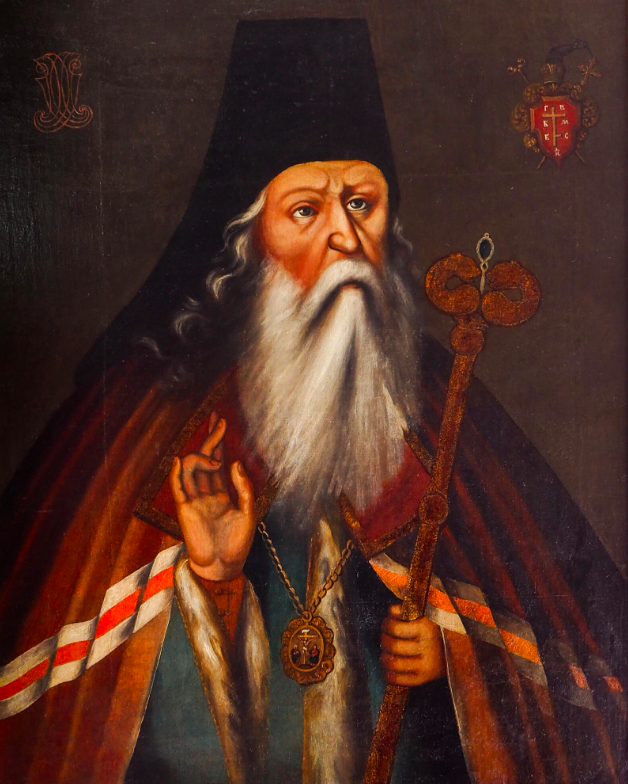
Портрет кон. XVIII в.

В 1731 году возникло дело о «чуде Шелбицком», раздутое Феофаном и надолго лишившее Гедеона покоя. В ноябре 1730 года бывший в параличе католик Шукеевич исцелился от иконы Богоматери в деревне Шелбицах Смоленского уезда, в доме помещика Азанчеева. Икона эта была «шкаплерная», то есть Богоматерь на ней имела в руках кармелитский «шкаплер», или наплечник, с начертанием имён Иисуса и Марии, по мнению католиков, избавляющий носителей его от мук чистилища. Гедеон велел взять икону в Смоленский собор, поставил её сначала в алтаре, а потом в самой церкви и дозволил служить молебны, хотя и не перед образом, но перед царскими вратами. Феофан ухватился за это, чтобы повредить Смоленскому епископу. Он усмотрел в деле «некие и немалые тайны беззакония, к смущению Церкви Российския или хотя к посмеянию Российской нации производимые» и поднял грандиозный скандал. Розыск про «шалбирское или плутовское» чудо. Оправдываясь, Гедеон неосторожно заметил, что написание имён Иисуса и Марии на шкаплере «Церкви Восточной не противно, как не противно на печатаемых в Москве антиминсах изображения копия, трости, губы и проч.». С чисто Феофановской, ядовитой и зловещей для его жертв, казуистикой вице-президент Синода запутывал Гедеона при усердном поддакивании своих угодников Питирима Нижегородского и Леонида Крутицкого. «Ответ епископа притворный и не от истины, — рассуждал Синод со слов Феофана, — в каком разногласии ответствовать не точию б архиерейской, да еще в школьном учении достаточной персоны, но и простому человеку отнюдь бы не бессрамно быть имело… сравнял шкаплер с изображениями крестных страданий Спасителя на антиминсах, и тако Его Преосвященство от исповедания Западной Церкви весьма недалече отстоит, аще и не всем внешним видом, то внутренним согласием». В «обстоятельном ответствии» Синоду Гедеон особенно убедительно восстал против нелепого обвинения в том, что он «вводит римское суеверие». «Невозможно мне оное вводить или утверждать, — писал Гедеон, — которое я и прежде учением в школах Московских и ныне чрез все лета бытности моей в епархии моей по крайней моей силе всяким образом искореняю, как зде всем известно». Со смертью в 1736 году Феофана исчезла рука, направлявшая дело ко вреду Гедеона; но дело тянулось ещё около 8 лет и лишь в 1743 году было сдано в архив.
Как епархиальный архиерей Гедеон был «мужем великой строгости», отличался энергией, справедливостью и стойкостью в защите интересов духовенства. Он принял епархию в запущенном виде от грека Филофея, который мог «ненарушимо правительствовать» только при помощи переводчика. В церковных суммах оказались растраты; архиерейский дом был в печальном состоянии. Гедеон счёл первой своей обязанностью достроить кафедральный Успенский собор, строившийся с 1676 года; на пожалованные императрицей 3000 руб. и 2000 пудов железа, а главным образом на «старанием своим собранные от разного подаяния деньги (более 31000 руб.)» он «довершил» этот «семиглавый» тогда храм и освятил его 13 августа 1740 года; впрочем, собор был докончен наскоро, покрыт тесом и через 20 лет в сводах оказались «великие и опасные трещины», потребовавшие перестройки храма. В том же 1740 году он переехал из Троицкого монастыря в новый архиерейский дом.
Смоленская епархия, пограничная с Литвой и долгое время бывшая во власти католиков и униатов, требовала особой попечительности для ограждения от римского влияния «в членах православной веры слабого народа». Для ограждения своей паствы от римского влияния Гедеон в 1728 году составил «пункты», получившие утверждение Верховного Тайного Совета. Сущность предложенных Гедеоном мер сводилась к закрытию в епархию доступа тайным иезуитам и другим католическим миссионерам и запрещению ксёндзам какими-либо «вымыслами» склонять к своей вере православных, а шляхте вступать в брак с заграничными католиками, держать в домах для обучения детей «римских инспекторов» и посылать для учения за границу детей, не обучавшихся ранее в православных школах. Строгими мерами Гедеон «успел пресечь разноверие» и обратил в православие «почти всех владельцев польских фамилий». Но и усердные к православию шляхтичи доставляли много огорчений своему епископу. Шляхтичи считали себя хозяевами в устроенных ими в своих поместьях церквах, и многим из них было «заобычно бой и ругательство над духовными персонами чинить»; они обращались со священниками как с крепостными, «били и мучили их тиранским смертным боем, дубинами, тростями, плетьми, травили собаками». Гедеон прибегал к увещанию таких помещиков, но нередко шляхтичи «на суд не являлись и еще бранили Преосвященного скверными словами». Гедеон, оскорблённый «презрением архиерейского многократного увещания», отлучал ослушников от Церкви не только единолично, но и «вседомовно», за что в 1730 году, в бытность Феофана главою Синода, получил внушение «впредь по партикулярным делам никого от Церкви не отлучать». Только в царствование Елизаветы Петровны и светское правительство поддержало епископа в борьбе с разнузданностью шляхты: в 1747 году по делу бригадира Швыйковского Сенат предписал «командирам над Смоленской шляхтой накрепко смотреть, дабы никто из шляхты отнюдь не дерзал чинить священнослужителям таких продерзостей, какие чинил Швыйковский».
Для борьбы с католичеством и вообще для поднятия значения духовенства Гедеон считал необходимым «школы в Смоленске завесть, учеников учить латинского, французского и немецкого языков, а которые похотят быть во священниках, тех и греческого языка». Заведенная до Гедеона в Смоленске школа была им постепенно обращена в семинарию с полным курсом; им были учреждены и низшие школы в Дорогобуже, Белом, Рославле и Торопце. Для семинарии было построено 5 корпусов при Авраамиеве монастыре, главным образом на средства архиерейского дома, так как из казны было дано только 500 рублей. С 1728 года «священно-церковнослужительские дети от 8 до 20 лет и выше все неотходно повсегодно брались в учение» под страхом наказания плетьми и отцов-укрывателей. Попечение Гедеона о семинарии и о духовенстве вообще особенно сказалось во время жестокого «разбора» духовенства в 1736 году для определения «излишних» клириков в военную службу. Гедеон протестовал против неосмотрительной отдачи в солдаты церковников и особенно учеников духовных школ и называл это «преобижением Церкви». Он указывал на то, что при разборе, производимом с крайней прямолинейностью, без внимания к интересам духовенства, клирики «могут все побежать за рубеж… а приходские люди все останутся без пения, молитв и священнодействия и могут пойти за рубеж к униатским попам и от них принять святые тайны с великим душевредством». В случае же забора в солдаты семинаристов, Гедеон предвидел, что «учение в школах прекратится… и малолетние могут потерять охоту и прилежание к учению и будут бегать из школ, мняще, что и они возьмутся в службу военную» подобно их старшим товарищам, забранным в солдаты «по многолетном учении». «Аще по сему примеру, — писал Гедеон, ссылаясь на привилегии Московской Академии, — и ученики Смоленских школ освобождены были от службы воинской, в том великая Высочайшая милость была бы на сии школы».
Гедеон был строг к духовенству и нещадно бил плетьми и за пьянство, и за неслужение в царские дни не только священников, но и настоятелей монастырей; под плети мог у него попасть и мирянин, как это случилось с одним крестьянином, причастившимся без исповеди, причём виновный должен был по воскресеньям стоять при входе церковном «с надписью над головою на картке его вины». «При строгости келейной жизни Гедеон имел обыкновение во внешности показывать всю важность и превосходство своё». Гедеон находил время заниматься и трудами историческими. Он составил «Историческое Описание города Смоленска», напечатанное впоследствии в «Северном Архиве» за 1828 г., и «Дополнение к Истории Московской Академии» («Вивлиофика», XVI).
Умер 2 февраля 1761 года на 83-м году от рождения и был погребён в Смоленском кафедральном Успенском соборе.